# Kernel Toolkit
El Kernel Toolkit és una biblioteca per a la creació de sistemes operatius desenvolupat per Luigi Sgro partint de les fonts del nucli Linux per l'arquitectura x86 d'Intel.
Aquest toolkit permet una certa abstracció per tal de començar a desenvolupar el sistema operatiu sense haver de partir de res.
Els passos que fa són:
- Realitza l'arrencada de la màquina.
- Passa la màquina a mode protegit.
- Instal·la un sistema per manejar la memòria.
- Permet l'execució de codi escrit en C per l'usuari de la biblioteca.

Se n'han fet diverses aplicacions pràctiques, com per exemple per a fer-lo servir de base per a aplicacions industrials i per a crear altres sistemes operatius tenint aquest codi de base.